# Paul Frank (Designer)
Paul Frank Sunich (* 29. August 1967) ist ein US-amerikanischer Künstler und Modedesigner. Seine Kreationen umfassen Kleidungsstücke und Accessoires. Er hat zudem einige Figuren erfunden, eine der bekanntesten davon ist Julius, der Affe.

## Biographie
Während der 1990er-Jahre studierte Paul Frank am Orange Coast College Kunst. Um kleine Projekte – wie etwa das Aufnähen von selbst kreierten Stoffabzeichen auf Pullover – zu realisieren, schaffte er sich eine Nähmaschine an. Nachdem einige seiner Freunde eine von ihm aus einem Stück orangefarbenem Kunststoff gefertigte Brieftasche gesehen hatten und sich auch für andere Accessoires interessierten, begann er, weitere Artikel wie etwa Gitarrengurte und Rucksäcke anzufertigen.
Um der Nachfrage nach seinen Produkten gerecht zu werden, gründete Paul Frank einige Jahre später die Firma Paul Frank Industries. Tagsüber ging er einer geregelten Arbeit nach, in seiner Freizeit nähte und verkaufte er seine Produkte. Nachdem sein Freund Ryan Heuser 5000 $ geliehen hatte, erwarben sich die beiden eine Geschäftslizenz. Zurzeit befindet sich ihr Firmensitz in Costa Mesa, CA. Auf dem nordamerikanischen Kontinent betreibt das Unternehmen Ladengeschäfte in Südkalifornien, San Francisco, New York City, Dallas, Las Vegas und Chicago. Weltweit befinden sich Shops in London, Amsterdam, Berlin, Athen, Seoul, Bangkok sowie in Japan. Geschäfte in den Vereinigten Arabischen Emiraten (Doha, Qatar, Dubai) sind geplant.
1999 tat sich Paul Frank für ein Gemeinschaftsprojekt mit der Musikgruppe The Aquabats zusammen. Seither arbeitete der Designer mit Bands wie Bad Religion, Radiohead, The Vandals, Alkaline Trio, Tool und Pretty Girls Make Graves. Andere musikalische Gemeinschaftsprojekte umfassen das Coachella-Festival, Lollapalooza und die Radiostation KROQ in Los Angeles.
Paul Frank hat auch bereits mit diversen Künstlern und Firmen zusammengearbeitet, wie etwa Mattel, Oscar Mayer, The Elvis Presley Foundation, Wahoo’s Fish Tacos, John Deere, Nirve Bicycles, Obey Giant, ProKeds, Mark Ryden, Thomas Campbell, Hello Kitty und Lego.
Nachdem er aus der partnerschaftlich geführten Firma geworfen worden war, reichte Frank 2006 Klage gegen seinen früheren Geschäftspartner ein, da er nun seinen eigenen Namen nicht mehr für weitere Designprojekte verwenden darf. Mit Treestitch Design führt Paul Frank zurzeit ein neues Designstudio, wo er an Kleidungsstücken und Textildesigns für Großfirmen arbeitet. Zusätzlich spendet er Kunstgegenstände an Wohltätigkeitsveranstaltungen, Ausstellungen und Museen.

## Einflüsse
1972 besuchte Paul Frank die Sun View Elementary School in Huntington Beach, Kalifornien. Das in den grellen Farben Rostrot, Hellblau und Goldgelb gestrichene Gebäude beeinflusste Franks spätere Arbeit. Er sagt zudem, er würde durch Industriedesigner inspiriert: «…wer immer Schulen, Schreibtische, Stühle, Büromöbel, Fahrräder, Autos, Mixer, Toaster aus den 40er- bis 60er-Jahren, entwirft – Dinge wie öffentliche Gebäude.» Frank erklärt, dass sich vieles aus seinem Stil aus seiner Liebe zur Musik wie The Who, The Rolling Stones und The Velvet Underground entwickelt hat.

## Figuren
Bekannte Figuren von Paul Frank umfassen Julius, Skurvy, Clancy und Worry Bear. Seine Werke tauchten in zahlreichen Filmen auf, darunter im dritten Teil der Austin Powers-Serie.
Einige der Figuren von Paul Frank
- Julius, ein Affe
- Clancy, eine kleine Giraffe
- Cornelius (Clancys älterer Bruder), eine etwas größere Giraffe
- Vic, eine Schnecke
- Worry Bear
- Sheree L. Bandit, ein Waschbär
- Todd Spicoli, ein Hamster
- Elaine, ein Reh
- Ellie, ein Elefant
- Bunny Girl, ein Mädchen, das ein Hasenkostüm trägt
- Skurvy, ein Totenkopf
- Mr. Owl, eine Eule
- Shaka Brah Yeti, ein Yeti
- Devil Julius, Julius’ böser Cousin
- Marshmallows, the hot cocoa rapids riders
- Missy und J, die Siamkatzen
- Arthur, ein Flamingo
- Hulius, eine hawaiische Version von Julius
- Brace Face, ein Affe mit Zahnspange
- Will, eine kleine Maus
- Cha Cha, ein Koala

## Privatleben
2003 lernte Paul Frank seine jetzige Frau Susan Wang kennen, eine Abgängerin der Universität von California, Irvine mit Kunsthochschulabschluss. Das Paar heiratete am 18. Juni 2005 und lebt zurzeit in Südkalifornien.